# Liste von Persönlichkeiten aus Kōbe
Diese Liste zählt Personen auf, die in der japanischen Stadt Kōbe geboren wurden oder längere Zeit vor Ort gewirkt haben.

## A
- Kōichirō Agata (* 1956), Verwaltungswissenschaftler
- Rosemarie Albrecht (1915–2008), Ärztin
- Naoto Andō (* 1991), Fußballspieler
- Ginge Anvik (* 1970), Komponist
- Yasuo Arakawa (* 1939), Jazzmusiker
- Akira Asada (* 1957), Ökonom und Philosoph
- Nobuharu Asahara (* 1972), Leichtathlet

## B
- Yuriko Backes (* 1970), luxemburgische Diplomatin und Politikerin
- Hsiao Bi-khim (* 1971), taiwanische Politikerin und Diplomatin
- Archie Brain (* 1942), britischer Anästhesist
- Jochen Büchs (* 1956), deutscher Ingenieur

## C
- John B. Cobb (1925–2024),  methodistischer Theologe

## D
- Genki Dean (* 1991), Speerwerfer
- Alice Decarli (1906–1964), Schauspielerin und Regisseurin
- Kōhei Doi (* 1988), Fußballspieler
- Takako Doi (1928–2014), Politikerin
- Gordon Dukes (1888–1966), Leichtathlet

## E
- Takatora Einaga (* 2003), Fußballspieler

## F
- Michelle Ferre (* 1973), Schauspielerin
- Hugh Foss (1902–1971), Kryptoanalytiker

## G
- Andreas Gross (* 1952), Politiker

## H
- Kenjirō Haitani (1934–2006), Kinderbuchautor
- Haruhisa Hasegawa (* 1957), Fußballspieler
- Ichiko Hashimoto (* 1952), Pop- und Jazzmusikerin
- Hashimoto Kansetsu (1883–1945), Maler
- Makito Hatanaka (* 1996), Fußballspieler
- Noriko Higuchi (* 1985), Leichtathletin
- Yasutarō Hirai (1896–1970), Wirtschaftswissenschaftler
- Kōzō Hirao (* 1934), Germanist
- Takekuni Hirayoshi (1936–1998), Komponist
- Sadaharu Horio (1939–2018), Künstler

## I
- Toshi Ichiyanagi (1933–2022), Komponist
- Yukihiko Ikeda (1937–2004), Politiker
- Leo Jun Ikenaga (* 1937), Erzbischof
- Wataru Ikenaga (* 1991), Fußballspieler
- Hisao Inagaki (1929–2021), Buddhologe
- Taki Inoue (* 1963), Autorennfahrer
- Madoka Inui (?), Pianistin
- Shōichirō Irimajiri (* 1940), Ingenieur und Geschäftsmann
- Shintarō Ishihara (1932–2022), Schriftsteller und Politiker
- Yūjirō Ishihara (1934–1987), Filmschauspieler und Sänger
- Kōji Itō (* 1979), Sprinter
- Takami Itō (* 1971), Schriftsteller
- Makoto Iwamatsu (1933–2006), Schauspieler
- Toshio Iwatani (1925–1970), Fußballspieler

## J
- Richard T. Jones (* 1972), Schauspieler
- Karl Joseph Wilhelm Juchheim (1886–1945), Konditor

## K
- Tania Kadokura (* 1966), Autorin und Journalistin
- Shinji Kagawa (* 1989), Fußballspieler
- Kagawa Toyohiko (1888–1960), Pazifist, Autor und Gewerkschaftsaktivist
- Kanayama Heizō (1883–1964), Maler
- Tadao Kasami (1930–2007), Informatiker und Elektrotechniker
- Yōsuke Kashiwagi (* 1987), Fußballspieler
- Takazumi Katayama (* 1951), Motorradrennfahrer
- Kawanishi Hide (1894–1965), Holzschnittkünstler
- Daiki Kawato (* 1994), Fußballspieler
- Joji Kikunami (1923–2008), Künstler
- Minoru Kitani (1909–1975), Go-Spieler
- Kōichi Kishi (1909–1937), Violinist, Komponist und Dirigent
- Shūsei Kobayakawa (1885–1974), Maler
- Seigō Kobayashi (* 1994), Fußballspieler
- Kazuma Kodaka (* 1969), Mangaka
- Ryōhei Koiso (1903–1988), Maler
- Yoshikawa Kōjirō (1904–1980), Sinologe
- Minako Kotobuki (* 1991), Synchronsprecherin und Sängerin
- Mayako Kubo (* 1972), Komponistin
- Yūji Kuroiwa (* 1954), Politiker und Journalist
- Kiyoshi Kurosawa (* 1955), Regisseur und Drehbuchautor
- Yasuo Kuwahara (1946–2003), Komponist

## M
- Ryōichi Maeda (* 1981), Fußballspieler
- Miyako Maki (* 1935), Mangaka
- Tamayo Marukawa (* 1971), Politikerin
- Hayami Masaru (1925–2009), Bankfachmann
- Yoshio Masui (* 1931), Zellbiologe
- Kazumi Matsuo (* 1974), Leichtathletin
- Yūya Matsushita (* 1990), Popsänger und Schauspieler
- Miyagi Michio (1894–1956), Koto-Spieler und Komponist
- Teru Miyamoto (* 1947), Schriftsteller
- Mizuno Seiichi (1905–1971), Archäologe
- Shuji Mukai (* 1939), Avantgarde-Künstler
- Rudolf Wolfgang Müller (1934–2017), Politikwissenschaftler
- Tomokazu Myōjin (* 1978), Fußballspieler

## N
- Nagaoka Harukazu (1877–1949), Jurist und Diplomat
- Akihiro Nagashima (* 1964), Fußballspieler
- Asakazu Nakai (1901–1988), Kameramann
- Kazuya Nakai (* 1967), Synchronsprecher
- Mai Nakamura (* 1989), Synchronschwimmerin
- Isao Nakauchi (1922–2005), Unternehmer
- Yōhei Nishimura (* 1993), Fußballspieler
- Yasutomi Nishizuka (1932–2004), Biochemiker
- Ushiba Nobuhiko (1909–1984), Staatsminister für Außenwirtschaft, Berater des Außenministeriums, Botschafter in den Vereinigten Staaten
- Hiroshi Noma (1915–1991), Schriftsteller
- Ryōji Noyori (* 1938), Chemiker

## O
- Chikage Ōgi (1933–2023), Politikerin
- Yoshi Oida (* 1933), Schauspieler und Regisseur.
- Itaru Oki (1941–2020), Jazzmusiker
- Nobuo Okishio (1927–2003), Wirtschaftswissenschaftler
- Ōtani Kōzui (1876–1948), buddhistischer Mönch
- Risa Ozaki (* 1994), Tennisspielerin
- Makoto Ozone (* 1961), Jazzmusiker

## P
- Gudrun Piper (1917–2016), Malerin und Grafikerin

## S
- Murakami Saburō (1925–1996), Künstler
- Kazuko Saegusa (1929–2003), Schriftstellerin
- Issei Sagawa (1949–2022), Mörder
- Motohiko Saitō (* 1977), Politiker
- Shumpei Sakakibara (* 1926), Chemiker
- Kaori Sakamoto (* 2000), Eiskunstläuferin
- James Sargeant (* 1936), australischer Segler
- Osamu Satō (* 1976), Boxer
- Satō Yoshiko (1903–1982), Opernsängerin
- Tomoko Sawada (* 1977), Fotografin
- Masamune Shirow (* 1961), Mangaka
- Gen Shōji (* 1992), Fußballspieler
- Chin Shunshin (1924–2015), Schriftsteller taiwanesischer Abstammung
- Nobuo Suga (* 1933), Neurobiologe
- Kumi Sugai (1919–1996), Maler, Grafiker und Bildhauer
- Masaki Sumitani (* 1975), Comedian und Wrestler
- John Eijirō Suwa (* 1947), Bischof
- Hidemi Suzuki (* 1957), Cellist
- Ichirō Suzuki (* 1948), Gitarrist
- Masaaki Suzuki (* 1947), Chemiker
- Masaaki Suzuki (* 1954), Dirigent und Musiker

## T
- Mai Tagami (* 1980), Leichtathletin
- Takashige Ichise (* 1961), Filmproduzent und Drehbuchautor
- Tadao Takashima (1930–2019), Schauspieler
- Chen Tang (* 1988), US-amerikanischer Schauspieler
- Taniguchi Masaharu (1893–1985), Autor
- Asashio Tarō III. (1929–1988), Sumōringer
- Jared Taylor (* 1951), Journalist und Autor
- Yōjirō Terada (* 1947), Autorennfahrer
- Hidefumi Toki (1950–2021), Jazzmusiker
- Masanori Tokita (1925–2004), Fußballspieler
- Ukon Tokutarō (1913–1944), Fußballspieler
- Hideo Tsumura (1907–1985), Autor und Filmkritiker

## W
- Atsuki Wada (* 1993), Fußballspieler
- Tomoki Wada (* 1994), Fußballspieler
- Seizō Watase (* 1945), Mangaka und Illustrator

## Y
- Mariyo Yagi (* 1948), Designerin, Textil-; Performance- und Installationskünstlerin
- Hidetaka Yamada (* 1976), Badmintonspieler
- Shinji Yamaguchi (* 1996), Fußballspieler
- Hisashi Yamamoto (* 1943), Chemiker
- Yoshiko Yamamoto (* 1970), Leichtathletin
- Ema Ryan Yamazaki (* 1989), Dokumentarfilmerin
- Miwa Yanagi (* 1967), Fotografin
- Eri Yanetani (* 1984), Snowboarderin
- Hitoshi Yasuda (* 1950), Autor, Übersetzer und Spieledesigner
- Michihiro Yasuda (* 1987), Fußballspieler
- Hanamori Yasuji (1911–1978), Magazin-Herausgeber
- Mitsuteru Yokoyama (1934–2004), Manga
- Yū Yonehara (* 1994), Fußballspieler
- Toshio Yoshida (1928–1997), Künstler

## Z
- Matsuyama Zenzō (1925–2016), Drehbuchautor und Regisseur